# Глущук Юрій Степанович
Глущук Юрій Степанович (30 травня 1957, Львів — 1 лютого 2023, Львів) — український актор театру та кіно.

## Життєпис
Народився у Львові 30 травня 1957 року у родині співака та педагога Степана Яремовича Глущука та головного санітарного лікаря Львова Галини Станіславівни Глущук (Шевчук). Сім'я мешкала у Львові на вул. Цитадельній, 7 (колишня вул. Чайковського, 37; в будинку де знаходиться ресторан «Купол»). 
Випускник Київського інституту театру та кіно ім. Карпенка-Карого. Понад 40 років прожив разом із дружиною актрисою Аллою Коваленко (1957—2022), випускницею курса Еліни Бистрицької Щепкінського училища. Театральна родина, виховували доньку Анастасію та двох онучок.
Служив у львівських театрах: ТЮГ ім. Горького, ім. М. Заньковецької, «Воскресіння», брав участь у телевізійних та кінопроектах. Працював також диктором новин на львівському Радіо Люкс. Був членом товариства львівських дзвонарів (дзвонар у 4 поколінні).
Помер 1 лютого 2023 року, похований на Сихівському цвинтарі.

## Театральна діяльність
Львівський ТЮГ
- 1986, 13 травня — «Лис Микита» за однойменною казкою Івана Франка — Вовк Неситий
- 1991, 24 квітня — «З коханням не жартують» Педро Кальдерона — Дон Алонсо
- 2003, 11 квітня — «Швейк у Львові» за Ярославом Гашеком — Бретшнейдер
- 2006, 19 жовтня — «Остання жінка сеньйора Хуана» Леоніда Жуховицького — Хуан
- 2008, 6 квітня — «Пеппі Довгапанчоха» за казками Астрід Ліндгрен — Блюм

Львівський академічний духовний театр «Воскресіння»
- «Він, вона, вікно, покійник» Рея Куні — Джон Пігден
- «Джерело святих» Джона Сінга — Мартін

## Фільмографія
- 1985 — «Дива в Гарбузянах» — Чур
- 1993 — «Злочин з багатьма невідомими» — журналіст

## Нагороди
- 1995 — Фестиваль «Мистецьке Березілля» (Київ) — Нагорода «За найкращу чоловічу роль» (Мартіна у виставі «Джерело святих» Д. — М. Синґа)